# Nephrotoma semiflava
Nephrotoma semiflava is een tweevleugelige uit de familie langpootmuggen (Tipulidae). De soort komt voor in het Palearctisch gebied.